# Atracurium
Atracurium besilaat (merknaam Tracrium) is een spierverslapper in de categorie neuromusculair blokkerende stoffen. Atracurium wordt net als alle andere niet-depolariserende spierverslappers toegepast als toevoeging bij algehele anesthesie om intubatie mogelijk te maken en om de skeletspieren te verslappen voor chirurgie en/of mechanische ventilatie. Het is een wit/geel poeder dat voor gebruik opgelost moet worden.
Atracurium wordt ook als euthanaticum gebruikt. Hiertoe wordt, nadat de patiënt in coma is gebracht, 0,5 mg/kg atracurium toegediend wat leidt tot een ademhalingsstilstand die een hartstilstand tot gevolg heeft.
De stof is opgenomen in de lijst van essentiële geneesmiddelen van de WHO